# MacTutor History of Mathematics archive
MacTutor History of Mathematics archive é um banco de dados feito por John J. O'Connor e Edmund F. Robertson e fica sediado na University of St Andrews na Escócia. O objetivo é guardar biografias de matemáticos de grande importância histórica.